# Iglesia de Nuestra Señora del Pilar (Tírig)
La iglesia de Nuestra Señora del Pilar de Tírig, en la comarca del Alto Maestrazgo, provincia de Castellón, es un lugar de culto catalogado como Bien de Relevancia Local, con la categoría de Monumento por declaración genérica, con códigoː 12.02.111.001, según la Disposición Adicional Quinta de la Ley 5/2007, de 9 de febrero, de la Generalitat, de modificación de la Ley 4/1998, de 11 de junio, del Patrimonio Cultural Valenciano (DOCV Núm. 5.449 / 13/02/2007).
La iglesia se ubica en el núcleo poblacional de Tírig, en la plaza del “País Valencià”, y se construyó en el mismo terreno en el que había existido con anterioridad otra iglesia de menor tamaño de la que solamente se conserva la parte inferior de la actual torre campanario.
El titular de la Iglesia es San Jaime, al igual que lo era el titular del templo anterior, quedando constancia de ello en los documentos existentes de la visita pastoral que se realizó en 1769.
Se cuenta que en la antigua iglesia estaban ubicados los sepulcros de familiares de algunas conocidas familias de la zona, tales como los “Alcàsser”, “Rodes” o los “Tosques”; unos localizados en el interior mismo del templo, otros en el cementerio que existía a su alrededor.
La torre campanario, que presenta un curioso reloj de sol en el que están dibujados los signos del zodíaco, fue rehabilitada en 2002 aprovechando que dos de sus tres campanas (las llamadas “Quiteria” –que es la más grande- y “Pilar” –que era la más pequeña-) tuvieron que ser trasladadas para su reparación a Alemania. La tercera campana, conocida como “Europa”, que presenta también gran tamaño, es la que ocupa el lugar más elevado de la torre campanario.
Destacan en su interior las pinturas murales datadas del siglo XVIII.